# Cratoptera subcitrina
Cratoptera subcitrina là một loài bướm đêm trong họ Geometridae.